# Планка (упражнение)
Пла́нка (через нем. Planke — «доска, половица», от лат. рlаnса (устар. рhаlаngа), от греч. φάλαγξ — «очищенный от ветвей ствол») — статическое изометрическое физическое упражнение на мышцы живота и спины. Планка похожа на начальную позицию отжиманий, в которой требуется удержаться долгое время. Упражнение способствует общему укреплению мышц.

## Поза
Самая распространённая поза похожа на позу отжимания. Вес тела держится на руках, локтях и пальцах ног. Локти расположены под плечами вертикально под прямым углом, а всё остальное тело принимает форму прямой линии — не приподнятое и не закруглённое. Выполнение упражнения рекомендуется начинать с наиболее легкой вариации и режима «15 секунд планка и 30 секунд отдыха», суммарно делая 3—4 повторения. Постепенно время нахождения в планке должно быть увеличено до 60—120 секунд.
Существует много вариаций, например, боковая и обратная планка . Планкой пользуются как составляющей йоги, а также как составляющей занятий боксом и другими видами спорта. Помимо укрепления мышц кора некоторые разновидности планки используются в оздоровительных целях. Так, например, копенгагенская планка была придумана спортивными врачами-терапевтами из Дании для снижения вероятности получения травмы паха представителями спортивных игровых дисциплин. В разработке этого упражнения принимал активное участие Кристиан Торборг, профессор спортивных наук, преподаватель спортивной медицины.
Планка является базовым упражнением в фитнесе, тренируя способность человека удерживать нейтральное положение тела под нагрузкой. Профессиональные фитнес-тренеры рекомендуют переходить к более сложным упражнениям вроде жимов, тяг, выпадов и приседаний только после того, как мышцы могут сохранять положение планки в течение 20-30 секунд. При выполнении важно следить за тем, чтобы изгибы позвоночника сохраняли свое естественное положение.

## Галерея
- Планка на одной руке на бревне
- Планка на кольцах
- Планка на полу с поднятыми ногами горизонтально
- Планка боком
- Планка на шарах
- Рекрут береговой охраны США во время выполнения планки. Приподнятая поза — неправильное выполнение упражнения

## Рекорды
21 октября 2021 года был установлен новый абсолютный мировой рекорд, 11-летний Абдул-Рахим Гетагазов из РФ простоял в планке 11 часов 11 минут 11 секунд. Зафиксирован главным редактором и основателем Книги рекордов России Станиславом Коненко.
В феврале 2020 года ветеран морской пехоты США Джордж Худ в свои 62 года установил новый мировой рекорд, простояв в планке 8 часов 15 минут 15 секунд. Попал в книгу рекордов Гинесса.
21 мая 2019 года был установлен новый рекорд среди женщин, Дана Гловака простояла в планке на локтях 4 часа 20 минут.
22 мая 2019 года был установлен рекорд России среди мужчин, Сеньков Евгений Олегович простоял в планке на локтях 60 минут 45 секунд. Зафиксировано книгой рекордов России.
14 марта 2020 был установлен рекорд России среди мужчин, Сеньков Евгений Олегович простоял в планке на локтях 2 часа 1 минуту 30 секунд, рекорд зафиксирован реестром рекордов России.